# Fanza
Fanza (jap. ファンザ, zapis stylizowany FANZA) – japońska witryna e-commerce obsługiwana przez Digital Commerce Inc. będąca także znakiem towarowym tej firmy.

## Opis
Nazwa „FANZA” powstała z połączenia słów „FAN”, od „FANtasy” oznaczającego „fantazję”, oraz „ZA” (座), oznaczającego „siedzibę” lub „boisko” w języku japońskim.
Zgłoszenie znaku towarowego „FANZA” zostało złożone przez Digital Commerce Inc.
Nazwa i logo zostały zlecone amerykańskiej firmie Collins, z myślą o ekspansji zagranicznej, z zamiarem, aby nazwa była łatwa do zrozumienia w krajach anglojęzycznych i przekazywała niuanse japońskiej kultury seksualnej.
FANZA ma dominujący udział w rynku platform dla dorosłych, który stanowi 70% branży, ze sprzedażą wynoszącą około 105 miliardów jenów w roku budżetowym 2021.

## Historia
1 marca 2018 roku spółka Digital Commerce Inc. przejęła część działalności DMM.com Inc. w zakresie usług internetowych. 1 sierpnia DMM.R18, firma dla dorosłych należąca do Digital Commerce Inc. zmieniła nazwę na FANZA.
24 kwietnia 2019 roku został uruchomiony wirtualny czat na żywo (wersja beta) FANZA „Visual Live Chat (β)”. 2 października FANZA Video udostępnia „見放題chベーシック” (Nieograniczony dostęp do kanału podstawowego), usługę subskrypcji oferującą nieograniczony dostęp do ponad 150 000 filmów dla dorosłych przez 30 dni za 980 jenów (bez podatku). 4 listopada FANZA Video rozpoczyna sprzedaż filmów dla dorosłych w rozdzielczości 4K.
20 kwietnia 2020 roku DMM GAMES.R18, platforma gier dla dorosłych obsługiwana przez spółkę EXNOA, zmieniła nazwę na FANZA GAMES.
25 lutego 2021 roku ogłoszono, że dystrybucja wideo i sprzedaż Prestige, DOC i innych produkcji Prestige Group, w tym sprzedaż DVD i wysyłkowa zostaną wstrzymane z końcem marca. Od połowy września zaprzestano sprzedaży wysyłkowej, dystrybucji i wypożyczania filmów SOD Create wydanych po czerwcu tego samego roku. 7 grudnia oficjalnie otwarto FANZA „Visual Live Chat”.
Od 1 marca 2022 roku usługi filmowe SOD Create będą stopniowo wznawiane. 15 marca FANZA Books rozpoczęła dystrybucję mangi do czytania w pionie pod nazwą „EROTOON” (エロトゥーン). 27 maja uruchomiono FANZAオンラインくじ, usługę internetowej loterii. 17 sierpnia FANZA Video rozpoczęła dystrybucję materiałów VR w rozdzielczości 8K.
W czerwcu 2023 roku uruchomiono FANZA TV Plus, płatną usługę dystrybucji wideo wyłącznie dla członków DMM Premium.

## Magazyn FANZA
月刊FANZA – japoński magazyn informacyjny dotyczący filmów dla dorosłych.